# 宋廣郡
宋广郡，中国南北朝时设置的郡。
南朝梁置宋广郡，属安州。治所在宋广县（今广西壮族自治区灵山县西南陆屋镇）。辖境相当今广西壮族自治区灵山县西南一带。南朝陈沿置，隋文帝开皇九年（589年）隋平陈，废除宋广郡，宋广县直属安州（宁越郡）。